# Hamina LNG
Hamina LNG Oy är en lager-, omlastnings- och förgasningsanläggning för fartygsimporterad flytande naturgas (LNG) i Fredrikshamn i Finland. Anläggningen ägs av Hamina LNG Oy, som är ett samriskföretag mellan kommunala Haminan Energia Oy, estniska Alexela Group OÜ och Wärtsilä Oyj. Det ligger i Fredrikshamns hamn, vilken är en del av Kotka-Fredrikshamns hamn.
Hamina LNG:s terminal togs i drift 2022 och innebär att Finlands beroende av naturgasimport kan minska med upp till en tredjedel. LNG importeras från Risivika LNG-produktionsanläggning i Norge samt från USA, Qatar och Bahrein.
Terminalen har en lagringskapacitet på 30 000 kubikmeter. Den är ansluten till det kommunala gasnätet och levererar också som första LNG-terminal i Finland naturgas till Gasgrid Finland Oy:s nationella naturgasnät i södra Finland.
Initiativet till LNG-terminalen togs av Haminan Energia 2012. Finländska staten har bidragit till investeringen i anläggningen med ett stöd på omkring 28 miljoner euro, omkring en färdedel av totalkostnaden. Planer finns på att bygga ut anläggningen i en andra fas med ytterligare en behållare på 20 000 kubikmeter.